# سیاوزان
سیاوزان، روستایی از توابع بخش مرکزی شهرستان بندر انزلی در استان گیلان ایران است.
این روستا طی سالیان اخیر پیشرفت‌های چشمگیری داشته و از حال‌های قدیمی درآمده و رو به سوی پیشرفت است.
همچنین بر اساس تحقیقات صورت گرفته، این روستا پیشرفته‌ترین روستای آن ناحیه است.
این روستا در سال۱۳۹۷ یکی از مناطق مناسب برای سفرهای خانوادگی استان گیلان انتخاب شده‌است.

## جمعیت
این روستا در دهستان چهارفریضه قرار دارد و براساس سرشماری مرکز آمار ایران در سال ۱۳۹۸، جمعیت آن ۲۵۰ نفر بوده‌است